# Джаноян, Джаник Арташесович
Джа́ник Арташе́сович Джаноя́н (арм. Ջանիկ Արտաշեսի Ջանոյան, 21 октября 1928, село Вардахбюр, Армянская ССР — 1 декабря 2010) — армянский государственный и политический деятель, министр финансов Армении (1975—1993).
- 1951 — окончил экономический факультет Ереванского государственного университета, получил специальность экономиста.
- 1951—1956 — служил в Вооруженных Силах СССР.
- 1956—1957 — работал в министерстве финансов Армянской ССР.
- 1957—1975 — в аппарате Совета министров Армянской ССР.
- 1975—1993 — министр финансов Армении.
- В марте 1993 — избран председателем Совета Директоров Армянского Банка Развития. 14 раз переизбирался на эту должность.
- Награждён медалью Анании Ширакаци.